# Engure kommun
Engure kommun (lettiska: Engures novads) var en kommun i Lettland. Den låg i den västra delen av landet, cirka 50 kilometer väster om huvudstaden Riga. Antalet invånare var 8 058. Arean var 398 kvadratkilometer. Byn Smārde utgjorde centralort. Kommunen gränsade till staden Jūrmala i öster, Tukums kommun i väster samt Mērsrags kommun i nordväst.
Engure kommun bildades 2009 genom en sammanläggning av de tre socknarna Engure, Lapmežciems och Smārde.
2021 slogs kommunen samman med Tukums kommun.

## Orter
- Apšuciems
- Bērzciems
- Engure
- Ķesterciems
- Klapkalnciems
- Milzkalne
- Plieņciems
- Ragaciems
- Rauda
- Smārde (centralort)

## Öar
- Mērsala

## Kullar
- Milzukalns

## Våtmarker
- Drivpurvs
- Vašlejas Purvs
- Zaļais Purvs

## Stränder
- Zīvartiņš